# Låt den rätte komma in
Låt den rätte komma in är en roman från 2004 av John Ajvide Lindqvist. Den var hans debutroman. Romanen handlar om 12-årige Oskar som bor i Stockholmsförorten Blackeberg. Titeln är en referens till en rad ur Morrisseys låt "Let The Right One Slip In".

## Handling
Året är 1981 och det är höst i Stockholmsförorten Blackeberg. Oskar är 12 år och mobbad. Hans sadistiska klasskamrater Jonny, Micke och Tomas mobbar honom både psykiskt och fysiskt, och Oskar drömmer om hämnd men vågar inte göra motstånd. I lägenheten intill Oskars flyttar en medelålders man vid namn Håkan in tillsammans med en märklig flicka, som heter Eli. Hon och Oskar blir vänner, och allt eftersom något mer än bara vänner, men Oskar märker snabbt att hon är annorlunda. Eli är bara ute på natten, hon måste bli inbjuden för att kliva genom dörröppningar och går ofta smutsig och lättklädd, trots att det är senhöst.
Samtidigt sker ett mord i den närliggande förorten Vällingby och folk blir extra försiktiga med att vara ute om kvällarna. Värre blir det för ett medelålders alkisgäng då en av deras vänner blir brutalt mördad i Blackeberg. Alkoholisten Gösta har sett mordet, men vågar inte vittna, och resten av gänget - Lacke, Virginia, Morgan, Larry och Karlsson - vill inte tjalla på en polare. Till slut bär alla på varandras otäcka hemligheter.
Det blir snart uppenbart för Oskar att Eli är en vampyr, och han vet inte vad han ska tro om morden i området. Men vänskapen med Eli fortsätter medan människor dras in i en ond virvel som sprider blodspillan och död i sin väg, Eli tvingas kämpa för sitt liv mot olika hot som dyker upp från olika håll allteftersom mobbarna planerar att bokstavligt talat ha ihjäl Oskar. I slutet så räddar Eli Oskars liv.

## Fortsättning
En cirka 35 sidor lång novell kallad "Låt de gamla drömmarna dö" av Ajvide-Lindqvist berättar om vad som hände efter Låt den rätte komma in slutade.

## Filmatiseringar
- Den första filmatiseringen av romanen, den svenska filmen Låt den rätte komma in, hade svensk premiär den 24 oktober 2008.
- Romanens andra filmatisering, den amerikanska filmen Let Me In i regi av Matt Reeves, hade premiär 2010.[2]